# Carlos María Ariz Bolea
Carlos María Ariz Bolea CMF (* 6. Dezember 1928 in Marcilla; † 29. August 2015) war ein römisch-katholischer Ordensgeistlicher und Bischof von Colón-Kuna Yala.

## Leben
Carlos María Ariz Bolea trat der Ordensgemeinschaft der Claretiner bei und empfing am 28. Juni 1953 die Priesterweihe.
Papst Johannes Paul II. ernannte ihn am 22. Juli 1981 zum Apostolischen Vikar von Darién und Titularbischof von Nigrae Maiores Der Apostolische Nuntius in Panama, Blasco Francisco Collaço, spendete ihm am 21. November desselben Jahres die Bischofsweihe; Mitkonsekratoren waren Jesús Serrano Pastor CMF, emeritierter Apostolischer Vikar von Darién, und Marcos Zuluaga Arteche, emeritierter Weihbischof in Darién.  
Am 15. Dezember 1988 wurde er zum ersten Bischof des mit gleichem Datum errichteten Bistums Colón ernannt.
Am 18. Juni 2005 nahm Papst Benedikt XVI. sein altersbedingtes Rücktrittsgesuch an.